# Szenrab

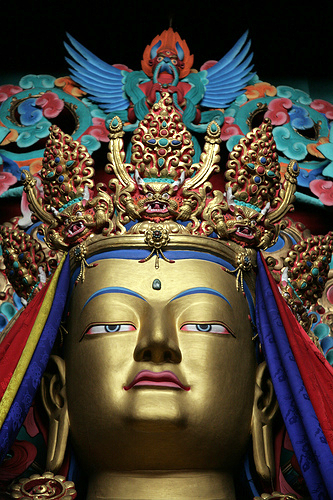
Tonpa Sienrab

Szenrab, Szenrab Miwo (transliteracja Wyliego: gshen rab mi bo), Tonpa Szenrab (transliteracja Wyliego: ston pa gshen rab) – według tybetańskiej tradycji bön półlegendarny założyciel tej religii. Jako pierwszy nauczał zasad dzogczen, uważanego za kwintesencję tej doktryny.